# Little Joe 2
La missione Little Joe 2 fu un'importante missione di collaudo del prototipo della capsula per il programma Mercury. Infatti fu il primo volo del Little Joe equipaggiato da un animale, più precisamente da un macaco (Macaca mulatta) con il nome di Sam che raggiunse la prossimità dello spazio.
La missione venne eseguita per testare gli strumenti e i sistemi della capsula nelle avverse condizioni dello spazio nonché l'influenza di queste condizioni sugli esseri umani. La missione venne lanciata il 4 dicembre, 1959, alle ore 11:15 (ora locale da Wallops Island in Virginia. La Little Joe 2 percorse una distanza di 88 km. Il prototipo della capsula venne recuperato dalle acque dell'Oceano Atlantico dalla USS Borie. Il primate Sam, che fu il primo di una serie di primati a volare nello spazio, restò completamente illeso. Sam era precedentemente stato addestrato presso la scuola di medicina dell'aviazione di San Antonio in Texas. La missione ebbe una durata di 11 minuti e 6 secondi. Il peso totale della capsula era di 1.007 kg.
Il prototipo della capsula Mercury usato in questa missione è esposto presso l’Airpower Park and Museum (parco e museo delle forze dell'aria - dell'aviazione) di Hampton in Virginia.

## Statistiche
- Velocità massima raggiunta: 7.187 km/h (4.466 Mph)
- Accelerazione massima raggiunta: 14,8 g  (145 m/s²)